# The Economic Observer
The Economic Observer (chinês tradicional: 經濟觀察報, chinês simplificado: 经济观察报, pinyin: jīngjìguānchá bào) é um jornal semanal independente[carece de fontes?] em chinês simplificado publicado nos República Popular da China desde abril de 2001. O jornal é considerado por muitas pessoas um dos três principais jornais econômicos da China e é bem visto por seus recursos e comentários especiais.
Inspirado pelo British Financial Times,[carece de fontes?] em setembro de 2001, o Economic Observer também foi impresso em papel colorido salmão/pêssego. Embora os escritórios editoriais do jornal estejam sediados em Pequim, o jornal está realmente registrado em Ji'nan, capital da província de Shandong.
O Economic Observer Online foi relançado em março de 2007 e oferece aos assinantes acesso a todo o conteúdo do jornal. No entanto, a maioria dos artigos do jornal de cada semana também aparece no site gratuitamente, juntamente com o conteúdo somente na Web, que inclui comentários e artigos de opinião de colunistas convidados.
O site em inglês do jornal apresenta traduções selecionadas do jornal semanal e do site; também publica reportagens e entrevistas originais.

## Visão geral
O artigo é distribuído nas manhãs de sábado, mas a data oficial da publicação é impressa na segunda-feira seguinte.[carece de fontes?]
Cada edição tem 56 páginas e é vendida por 5 yuan chinês ou 10 dólares de Hong Kong.
O slogan do jornal é "racionalidade e construtividade" (chinês: 理性，建设性, pinyin: lǐxìng, jiànshèxìng).

## História
Fundado em agosto de 2000, o Economic Observer começou como uma pequena publicação de notícias dedicada a apoiar a liberalização do mercado da China e a reportar eventos socioeconômicos e políticos com um compromisso declarado com a integridade jornalística. A primeira edição foi publicada em abril de 2001 e tinha 24 páginas. Em dezembro de 2006, o jornal havia se expandido para as 56 páginas atuais.

### Seções
O Economic Observer apresenta sete seções regulares: Notícias, Nação, Mercado, Corporação, Automóvel/Propriedade, Observador, Estilo de Vida/Revisão de Negócios.

### Estilo
Considera-se que o Economic Observer adote uma abordagem visivelmente independente para reportar as notícias na China.
O jornal também tem uma reputação de ser "pró-negócios" e a favor da continuação das reformas do mercado.

#### Joint Copenhagen Editorial
Em 7 de dezembro de 2009, o The Economic Observer foi um dos únicos dois jornais chineses a publicar um editorial comum com outros 55 jornais em todo o mundo pedindo ações dos líderes mundiais reunidos em Copenhague para a cúpula da ONU sobre mudanças climáticas. A ideia de um editorial comum foi elaborada pelo jornal britânico The Guardian.

#### Hukou Editorial
Em março de 2010, o The Economic Observer publicou um editorial pedindo aos representantes do legislativo da China que adotassem reformas no sistema de registro de famílias do país. Em um movimento sem precedentes, o editorial também foi publicado simultaneamente por 13 outros jornais chineses.
O editorial era manchete: “Solicitação de representantes nas duas reuniões para acelerar a reforma do sistema de registro de famílias”
Um relatório do New York Times disse que um dos editores envolvidos, o vice-editor do Economic Observer Online Zhang Hong, foi retirado de sua posição como punição por seu papel na publicação do editorial.
De acordo com um artigo no China Real Time Blog do Wall Street Journal, Zhang Hong traçou o plano de publicar um editorial em colaboração com outros meios de comunicação depois de participar do editorial "Guardian" do Guardian no ano anterior (veja acima).

#### Acidente de trem em Wenzhou
Em 30 de julho de 2011, uma semana após a morte de 40 pessoas em uma colisão de trem de alta velocidade perto de Wenzhou, o jornal ignorou uma diretiva de censura do governo para publicar um recurso de oito páginas sobre o acidente. A história da primeira página foi apresentada como uma carta ao sobrevivente de 2 anos de idade, Xiang Weiyi, cujos pais foram mortos. Descreveu duas imagens da China, "uma florescendo no meio do povo, a outra escondida no oficialismo" e prometeu "advogar e agir" pelos direitos do povo.

#### Reforma do Ministério das Ferrovias
O jornal foi multado e emitiu um alerta sobre um relatório impreciso publicado em junho de 2012, segundo o qual o Ministério Ferroviário pode ser reformado. As autoridades revogaram o comunicado de imprensa do repórter que escreveu a história. O artigo afirmou que o ministério pode perder o controle do investimento, construção e operações ferroviárias. Ele disse que o ministério estabeleceria e injetaria ativos em três novas empresas, que seriam supervisionadas pela Comissão de Supervisão e Administração de Ativos do Estado.

## Propriedade
O investimento original para o jornal veio do Sanlian Group, uma empresa diversificada de investimentos estatais sediada na província de Shandong.
Em maio de 2010, a Xinhua Sports and Entertainment Limited vendeu os direitos de publicidade e distribuição do papel ao comprador particular Lu Zhiqiang, um bilionário imobiliário.
Lu Zhiqiang atualmente tem controle total do Economic Observer.[carece de fontes?]